# Патрік Суппес
Патрік Суппес (нар. 17 березня 1922, Талса — пом. 17 листопада 2014, Стенфорд) — американський філософ, який зробив значний внесок у філософію науки, теорію вимірювань, основи квантової механіки, теорію прийняття рішень, психологію та освітні технології. Професор філософії Стенфордського університету, а до січня 2010 року також директор освітньої програми для обдарованої молоді.

## Освіта
- 1939 — Університет Оклахоми,
- 1940 — Чиказький університет,
- 1941 — Талський університеті, спеціалізувався в галузі фізики, до вступу в армійські резерви в 1942 році.
- У 1943 році повернувся в Чиказький університет, став бакалавром з метеорології.

Під час Другої світової війни був на Соломонових островах.
Був звільнений з військово-повітряних сил у 1946 році. У січні 1947 року вступив до Колумбійського університету, отримав ступінь доктора філософії в 1950 році. У 1952 році відправився до Стенфордського університету, з 1959 по 1992 рік був директором Інституту математичних досліджень в галузі соціальних наук (IMSSS). Пізніше став професором філософії, емеритом, у Стенфорді.